# 中华大街街道 (衡水市)
中华大街街道是中华人民共和国河北省衡水市桃城区下辖的一个街道办事处。

## 行政区划
中华大街街道下辖以下村级行政区划单位：
电业社区、育才社区、远大社区、北盐道社区、育新社区、南盐道社区、华东社区、小庄里社区、同乐里社区、区府社区、广厦社区、衡丰社区和平安里社区。